# Vasile Chiroiu
Vasile Chiroiu (Nagykomlós, 19 agosto 1910 – 9 maggio 1976) è stato un calciatore rumeno, di ruolo difensore.

## Palmarès

### Club

#### Competizioni nazionali
- Campionato rumeno: 2

Ripensia Timisoara: 1935-1936, 1937-1938
- Coppa di Romania: 1

Ripensia Timisoara: 1935-1936